# 儀坤州
仪坤州，辽朝的州。
仪坤州启圣军，本契丹右大部地。回鹘糯思居住在这里，至四世孙容我梅里，生应天皇后述律平，嫁给辽太祖。应天皇后俘掠有伎艺之人归帐下，以出生地置仪坤州。仪坤州建启圣院，中为仪宁殿，太祖天皇帝、应天地皇后银像在此地。隶长宁宫。统县：广义县。在今内蒙古自治区克什克腾旗东南，金朝废除。